# 北海道和種
北海道和種（ほっかいどうわしゅ）は、北海道を中心に飼育されている日本在来馬の品種。
一般に「道産子（どさんこ）」の通称で知られている。本州から持ち込まれた南部馬が先祖とされる。

## 特徴
- 体高はおよそ125〜135 cm、体重は350〜400 kgと日本在来馬の中では比較的大型の品種[1][2]。
- 毛色は鹿毛、河原毛、月毛、佐目毛と様々だが、粕毛が多い[1][2][3]。ただし、白徴は基本的には認められない[3]。
- 小型の馬であるが、1頭あたり30〜60貫（113〜226 kg）の荷物を駄載できる[1]。
- 厳しい自然の中での原始的な生活で鍛えられた丈夫な体質、原野を走り回る強靭な体力を持ち合わせている[1][2]。

## 歴史
北海道には元々馬が生息していなかったことから、アイヌは馬を飼う習慣がなかったが、鎌倉時代に和人が南部馬を本州から持ち込んで使役したのが、北海道での馬の飼育の始まりであるとされる。
江戸時代に入ると北海道の漁場の開発が進み、夏に漁業出稼ぎの際に漁獲物の運搬などで使役するために盛んに馬が持ち込まれた。冬の間は北海道で放置され、翌年に冬を越すことができた馬を捕獲して使役していた。こうした環境で北海道の気候風土に適合した厳冬と粗食に耐える特有の資質を持った馬として確立した。
200 kg近くの荷物を運ぶことができることから、旅人を乗せたり物資の運搬などで活躍した。荷物を運ぶ方法に手綱を前の馬の尻尾に結びつけて隊列を組む「駄つけ」という特有の方法で運搬していた。しかし、機械化が進むにつれて、運搬用としての役割は減っていた。
現在では、温厚な性格から乗馬として使役され、ホーストレッキングや流鏑馬、障害者乗馬、ホースセラピーなどの多くの場面において活躍している。